# Mad Scientist
A Mad Scientist budapesti kisüzemi sörfőzde. 2016-ban alakult meg három fővel: Tarján Csaba, Szilágyi Tamás és Závodszky Gergő indította.

## Történet
Négy kisüzemi hazai sörfőzde összefogásának eredménye a Főzdepark, amely 2016 nyarán nyitott meg az egykori Fővárosi Serfőző Rt. helyén napjainkban működő ipari parkban. A Mad Scientist egyike a négy kisüzemi kraft sörfőzdének, másodikként kezdték el a munkát a Főzdeparkban, és hozzájárultak a kraft sör fogalmának meghatározásához.
2016-ban az Alltech Commonwealth versenyén a hazai sörfőzdék 27 kategóriában indultak, ebből 16 érmet sikerült szerezniük összesen, a Mad Scientist ebből 2 érmet szerzett. A Saison 15 sörük bronzérmet szerzett International Beer Challenge megmérettetésén.

## Söreik
| - Bière De Miel - Burton Ale - Candy Man - CCP-550 - Colonial Bitter - Colonial Witbier - CP-550 - Double Hoperator - Duke of Budapest - Frooth Hoperator - Fruit War - Mango IPA - Gooseberry Madness - Hobbit Saison - Jam52 - Jam72 | - Limerick - Limerick - Grabovszky Edition - Liquid Cocaine - Mango Bay - Monkey Temple - New York Mocaccino - NZQ-1100 - Puppet Master - Red Light District - Saison 15 - Saison 17 - Smooth Hoperator - Space Cowboy - Tokyo Lemonade - Wildcard |